# Scarus rubroviolaceus
 Scarus rubroviolaceus és una espècie de peix de la família dels escàrids i de l'ordre dels perciformes que es troba des de l'Àfrica oriental fins a Durban (Sud-àfrica), les Tuamotu, les Illes Ryukyu, les Hawaii, Shark Bay (Austràlia Occidental) i el sud de la Gran Barrera de Corall. També al Pacífic oriental (des del Golf de Califòrnia fins a les Illes Galápagos).
Els mascles poden assolir els 70 cm de longitud total.